# Liste des tripoints entre cantons suisses
Cet article recense les tripoints entre les différents cantons, en Suisse

## Liste
| Canton 1                     | Canton 2                     | Canton 3   | Type           | Notes                                                                                 | Coordonnées                 | Illus. |
| ---------------------------- | ---------------------------- | ---------- | -------------- | ------------------------------------------------------------------------------------- | --------------------------- | ------ |
| Appenzell Rhodes-Extérieures | Appenzell Rhodes-Intérieures | Saint-Gall | Terre          | Sud-ouest. Sommet du Säntis (2501 m)                                                  | 47° 14′ 58″ N, 9° 20′ 36″ E |        |
| Appenzell Rhodes-Extérieures | Appenzell Rhodes-Intérieures | Saint-Gall | Terre          | Nord-est. Cote 876 (Hörchelchopf).                                                    | 47° 20′ 51″ N, 9° 30′ 10″ E |        |
| Appenzell Rhodes-Extérieures | Appenzell Rhodes-Intérieures | Saint-Gall | Terre          | Oberegg, partie ouest, ouest                                                          | 47° 23′ 41″ N, 9° 30′ 35″ E |        |
| Appenzell Rhodes-Extérieures | Appenzell Rhodes-Intérieures | Saint-Gall | Terre          | Oberegg, partie ouest, est                                                            | 47° 23′ 47″ N, 9° 33′ 19″ E |        |
| Appenzell Rhodes-Extérieures | Appenzell Rhodes-Intérieures | Saint-Gall | Terre          | Oberegg, partie est, ouest                                                            | 47° 24′ 35″ N, 9° 34′ 59″ E |        |
| Appenzell Rhodes-Extérieures | Appenzell Rhodes-Intérieures | Saint-Gall | Terre          | Oberegg, partie est, est                                                              | 47° 26′ 16″ N, 9° 37′ 04″ E |        |
| Argovie                      | Bâle-Campagne                | Soleure    | Cours d'eau    | Heimetlosenspitz                                                                      | 47° 27′ 19″ N, 7° 57′ 24″ E |        |
| Argovie                      | Berne                        | Lucerne    | Cours d'eau    | Rot (de), cote 441                                                                    | 47° 14′ 05″ N, 7° 50′ 19″ E |        |
| Argovie                      | Berne                        | Soleure    | Cours d'eau    | Confluent entre l'Aar et le Murg                                                      | 47° 15′ 56″ N, 7° 49′ 30″ E |        |
| Argovie                      | Lucerne                      | Zoug       | Cours d'eau    | Reuss au droit de Schache                                                             | 47° 08′ 26″ N, 8° 24′ 44″ E |        |
| Argovie                      | Zoug                         | Zurich     | Cours d'eau    | Confluent entre la Reuss et la Lorze                                                  | 47° 14′ 54″ N, 8° 24′ 36″ E |        |
| Bâle-Campagne                | Jura                         | Soleure    | Terre          | Schatteberg, cote 705                                                                 | 47° 24′ 51″ N, 7° 22′ 33″ E |        |
| Bâle-Campagne                | Jura                         | Soleure    | Terre          | Rechtenberg, cote 785                                                                 | 47° 22′ 51″ N, 7° 26′ 14″ E |        |
| Berne                        | Fribourg                     | Neuchâtel  | Cours d'eau    | Canal de la Broye, cote 431, au droit de la tour romande, sur la droite du canal      | 46° 58′ 47″ N, 7° 02′ 25″ E |        |
| Berne                        | Fribourg                     | Vaud       | Terre          | Clavaleyres, ouest, près du bois de Mottey (avant 2022)                               | 46° 53′ 46″ N, 7° 05′ 00″ E |        |
| Berne                        | Fribourg                     | Vaud       | Terre          | Clavaleyres, lieudit « Le Marais », au-dessus de l'A1 (avant 2022)                    | 46° 54′ 14″ N, 7° 05′ 27″ E |        |
| Berne                        | Fribourg                     | Vaud       | Terre          | Dent de Ruth                                                                          | 46° 33′ 14″ N, 7° 14′ 14″ E |        |
| Berne                        | Jura                         | Neuchâtel  | Terre          | Rive du lac de Biaufond                                                               | 47° 09′ 56″ N, 6° 51′ 41″ E |        |
| Berne                        | Jura                         | Soleure    | Terre          | Tchaimpois ès Brebis (1074 m)                                                         | 47° 20′ 43″ N, 7° 33′ 08″ E |        |
| Berne                        | Lucerne                      | Obwald     | Sommet         | Brienzer Rothorn                                                                      | 46° 47′ 14″ N, 8° 02′ 49″ E |        |
| Berne                        | Nidwald                      | Obwald     | Sommet         | Graustock                                                                             | 46° 47′ 17″ N, 8° 22′ 08″ E |        |
| Berne                        | Nidwald                      | Obwald     | Sommet         | Jochstock                                                                             | 46° 46′ 17″ N, 8° 23′ 43″ E |        |
| Berne                        | Obwald                       | Uri        | Terre          | Grassen                                                                               | 46° 45′ 48″ N, 8° 26′ 54″ E |        |
| Berne                        | Uri                          | Valais     | Terre          | Eggstock                                                                              | 46° 39′ 11″ N, 8° 24′ 37″ E |        |
| Berne                        | Vaud                         | Valais     | Terre          | Oldenhorn                                                                             | 46° 19′ 46″ N, 7° 13′ 18″ E |        |
| Fribourg                     | Neuchâtel                    | Vaud       | Lac            | Lac de Neuchâtel ; exclave fribourgeoise, ouest (au droit de Châbles et de Vaumarcus) | 46° 51′ 09″ N, 6° 46′ 48″ E |        |
| Fribourg                     | Neuchâtel                    | Vaud       | Lac            | Lac de Neuchâtel ; exclave fribourgeoise, est (au droit de Chevroux et de Bevaix)     | 46° 54′ 34″ N, 6° 51′ 57″ E |        |
| Fribourg                     | Neuchâtel                    | Vaud       | Lac            | Lac de Neuchâtel (au droit de Gletterens et de Cortaillod)                            | 46° 55′ 31″ N, 6° 53′ 46″ E |        |
| Fribourg                     | Neuchâtel                    | Vaud       | Lac            | Lac de Neuchâtel ; exclave vaudoise, ouest (au droit de Chabrey et de Serrières)      | 46° 57′ 10″ N, 6° 55′ 43″ E |        |
| Fribourg                     | Neuchâtel                    | Vaud       | Lac            | Canal de la Broye, cote 431, au droit de la tour romande, au milieu du canal          | 46° 58′ 46″ N, 7° 02′ 25″ E |        |
| Glaris                       | Saint-Gall                   | Schwytz    | Terre          | Cote 414 au bord du Linth canalisé et de l'A3, au droit de Reichenburg                | 47° 10′ 24″ N, 9° 00′ 17″ E |        |
| Glaris                       | Schwytz                      | Uri        | Sommet         | Schijen                                                                               | 46° 55′ 12″ N, 8° 56′ 07″ E |        |
| Glaris                       | Grisons                      | Saint-Gall | Terre          | Sur la crête au sud du Piz Sardona                                                    | 46° 54′ 59″ N, 9° 14′ 56″ E |        |
| Glaris                       | Grisons                      | Uri        | Sommet         | Piz Cazarauls                                                                         | 46° 48′ 46″ N, 8° 52′ 37″ E |        |
| Grisons                      | Tessin                       | Uri        | Sommet         | Piz Alv                                                                               | 46° 34′ 45″ N, 8° 40′ 43″ E |        |
| Lucerne                      | Nidwald                      | Obwald     | Terre          | sur Widderfeld                                                                        | 46° 58′ 23″ N, 8° 13′ 44″ E |        |
| Lucerne                      | Nidwald                      | Schwyz     | Lac            | Lac des Quatre-Cantons                                                                | 46° 59′ 47″ N, 8° 28′ 05″ E |        |
| Lucerne                      | Schwytz                      | Zoug       | Lac            | Lac de Zoug au droit d'Immensee et de Walchwil                                        | 47° 06′ 01″ N, 8° 29′ 35″ E |        |
| Nidwald                      | Obwald                       | Uri        | Terre          | sur Ruchstock                                                                         | 46° 51′ 17″ N, 8° 28′ 15″ E |        |
| Nidwald                      | Schwyz                       | Uri        | Lac            | Lac des Quatre-Cantons                                                                | 46° 59′ 24″ N, 8° 34′ 16″ E |        |
| Saint-Gall                   | Schwytz                      | Zurich     | Lac            | Lac de Zurich, sous la passerelle du Seedamm, au droit de Rapperswil                  | 47° 13′ 12″ N, 8° 48′ 31″ E |        |
| Saint-Gall                   | Thurgovie                    | Zurich     | Terre          | Marchstein, cote 985 au nord du Hörnli                                                | 47° 22′ 33″ N, 8° 56′ 37″ E |        |
| Schwytz                      | Zoug                         | Zurich     | Ligne de crête | Dreiländerstein sur la crête du Höhronen (de)                                         | 47° 09′ 48″ N, 8° 41′ 32″ E |        |
| Tessin                       | Uri                          | Valais     | Ligne de crête | Au sud du Witenwasserenstock                                                          | 46° 31′ 39″ N, 8° 28′ 39″ E |        |

## Statistiques
La Suisse compte 46 tripoints entre ses cantons, le découpage de certains d'entre eux en exclaves augmentant le total. Berne en compte le plus : 13. Trois cantons n'en comptent aucun : Bâle-Ville (limitrophe de Bâle-Campagne, de l'Allemagne et de la France), Genève (limitrophe de Vaud et de la France) et Schaffhouse (comportant pourtant deux exclaves et limitrophe des cantons de Thurgovie et Zurich, de l'Allemagne et de l'enclave allemande de Büsingen am Hochrhein).
| Canton                       | Tripoints |
| ---------------------------- | --------- |
| Appenzell Rhodes-Extérieures | +06,      |
| Appenzell Rhodes-Intérieures | +06,      |
| Argovie                      | +05,      |
| Bâle-Campagne                | +03,      |
| Bâle-Ville                   | +00,      |
| Berne                        | +13,      |
| Fribourg                     | +10,      |
| Genève                       | +00,      |
| Glaris                       | +04,      |
| Grisons                      | +03,      |
| Jura                         | +04,      |
| Lucerne                      | +06,      |
| Neuchâtel                    | +07,      |
| Nidwald                      | +06,      |
| Obwald                       | +06,      |
| Saint-Gall                   | +10,      |
| Schaffhouse                  | +00,      |
| Schwytz                      | +07,      |
| Soleure                      | +05,      |
| Tessin                       | +02,      |
| Thurgovie                    | +01,      |
| Uri                          | +08,      |
| Valais                       | +03,      |
| Vaud                         | +10,      |
| Zoug                         | +04,      |
| Zurich                       | +04,      |